# 岡山神社
岡山神社（おかやまじんじゃ）は、岡山県岡山市北区にある神社である。旧社格は県社。

## 祭神
大吉備津彦命、倭迹々日百襲姫命・妹姫命・日本武尊・大山咋命・倉稲魂命・武安霊命（池田光政）を祀る。

## 歴史
貞観年間の創建と伝えられ、当初は後に岡山城が築かれることになる岡山という丘の上に鎮座していた。天正元年（1573年）、宇喜多直家が岡山城を築くに当たって、当社を城の側の現在地に遷座、岡山城の守護神とし社領を寄進した。宇喜多秀家が本殿を造営し、次いで城主となった小早川秀秋が拝殿以下を造営した。江戸時代には藩主池田家により城内の鎮守として崇敬され、社領300石が寄進された。
それまでは酒折宮と呼ばれていたが、明治15年（1882年）に岡山神社に改称した。昭和16年（1941年）に社殿の改修、社務所の新築が行われたが、昭和20年（1945年）に戦災により随神門と末社数社だけを残して焼失した。昭和33年（1958年）に本殿が再建され、次いで昭和50年（1975年）に拝殿、幣殿が造営され、平成元年（1989年）に現在の社務所、参集所が完成した。

## 文化財
岡山市指定重要文化財
- 随神門